# لوس (آلبوم چارلی ایکس‌سی‌ایکس)
لوس (به انگلیسی: Brat) ششمین آلبوم استودیویی خوانندهٔ انگلیسی چارلی ایکس‌سی‌ایکس است که در ۷ ژوئن ۲۰۲۴ منتشر شد. او این اثر را در ۲۸ فوریه ۲۰۲۴ اعلام و نخستین تک‌آهنگش «فون داچ» را روز بعد منتشر کرد. دومین تک‌آهنگ از این آلبوم، «۳۶۰»، در ۱۰ مه ۲۰۲۴ منتشر شد.
لوس مورد تحسین منتقدان منتقدان موسیقی قرار گرفت. تا ژوئن ۲۰۲۴، این آلبوم با بالاترین امتیاز در میان آلبوم‌های سال ۲۰۲۴ متاکریتیک را داشت و شانزدهمین آلبوم تاریخ با بیشترین امتیاز بود. منتقدان آسیب‌پذیری احساسی چارلی ایکس‌سی‌ایکس را تحسین کردند و برخی آلبوم را یکی از بهترین آثار این خواننده نامیدند. نسخهٔ دیلاکس آلبوم در ۱۰ ژوئن ۲۰۲۴ با سه ترانهٔ دیگر منتشر شد.